# Julián Paz
Julián Paz y Espeso (n. Madrid; 16 de febrero de 1868 - f. 1962) fue un historiador, bibliógrafo, archivero y bibliotecario español.

## Biografía
Era el hijo mayor de los tres que tuvo el famoso archivero y erudito Antonio Paz y Meliá, y fue padre del también archivero Ramón Paz. Aunque al principio se matriculó en Ciencias, terminó  estudiando en la Escuela Superior de Diplomática, donde obtuvo el 4 de febrero de 1884 el certificado de aptitud para archivero, bibliotecario y anticuario. Ingresó en 1 de septiembre de 1888 en la Sección de Manuscritos de la Biblioteca Nacional, donde trabajó codo con codo con su padre. También lo hizo en el Archivo Histórico Nacional, el de Medinaceli y el de la Casa de Alba (1892-1895); en este último año permutó su plaza en la Biblioteca Nacional por otra en el Archivo de Simancas, donde desarrollará sus trabajos más importantes; a los cinco años le propondrán dirigir este archivo sustituyendo a Pérez Gredilla. Como estuvo pensionado durante 1910-1914 por la Junta de Ampliación de Estudios en París para catalogar los documentos de Simancas llevados allí por Napoleón, pudo publicar el catálogo años después en 1934. Además fue lector de español en la Sorbona durante los cursos 1912-1913 y 1913-1914 y aprovechó para asistir a finales de agosto de 1910 al Segundo Congreso Internacional de Archiveros y Bibliotecarios en Bruselas como comisionado por España, junto con el Conde de las Navas, de la Biblioteca Real. Julián Paz fue honrado con la vicepresidencia de la sección de archivos.
A su regreso a España volvió a Madrid para dirigir la Sección de Manuscritos de la Biblioteca Nacional de España hasta su jubilación. A él se debe también la modernización del Archivo de Simancas y el inicio de la publicación de la serie de catálogos de su fondo, de los cuales él escribió el titulado Archivo General de Simancas. Catálogo IV. Secretaría de Estado. (Capitulación con Francia y negociaciones diplomáticas de los Embajadores de España en aquella Corte, seguido de una serie cronológica de éstos). I. (1265-1714) publicado por el Centro de Estudios Históricos en 1914. Ya jubilado, protagonizó la recogida de la documentación del Archivo de Simancas incautada por Napoleón que devolvió el gobierno francés en 1942. Fue asiduo colaborador de la Revista de Archivos, Bibliotecas y Museos.

## Obras
- Archivo General de Simancas. Catálogo V. Patronato Real (1834-1851). Edición completa, revisión e índices finales de Amalia Prieto Camero. Valladolid. 1946-1949, 2 tomos.
- Archivo General de Simancas. Catálogo I. Diversos de Castilla. Cámara de Castilla (972-1716). 2.ª ed. Madrid, 1969.
- Archivo General de Simancas. Catálogo IV. Secretaria de Estado. Capitulaciones con Francia y negociaciones diplomáticas de los embajadores de España en aquella Corte, seguido de una serie cronológica de éstos I (1265-1714). Madrid, 1914.
- Documentos relativos a España existentes en los Archivos nacionales de París. Catálogo y extractos de más de 2.000 documentos de los años 1276 a 1844. Madrid, 1934.
- Catálogo de los documentos españoles existentes en el archivo del Ministerio de Negocios Extranjeros de París. Madrid, 1932.
- Catálogo de manuscritos de América existentes en la Biblioteca Nacional. Madrid, 1933. Se ha hecho una segunda edición revisada y aumentada por Clotilde Olarán y Mercedes Jalón. Madrid, 1992.
- Catálogo de «Tomos de Varios». Tomo 1. Madrid, 1938. Se refiere a los 49 tomos de la Colección Mascareñas de la Biblioteca Nacional (Años 1598-1666).
- Con C. Espejo, Las antiguas ferias de Medina del Campo. Investigación histórica acerca de ellas. Valladolid, 1908. Esta obra fue premiada en los juegos florales celebrados en Medina del Campo en 1904, con ocasión del Centenario de Isabel la Católica.
- «Versión oficial de la batalla de Olmedo». En: Homenaje a Menéndez Pidal, vol. I, pp. 839-842. Publica y comenta un documento inédito (B.N. Ms. 18.697) de Juan II (20 de diciembre de 144S) por el que confirma a don Álvaro de Luna la merced de Trujillo hecha en 1438. En dicho documento se ofrece una detallada relación de la batalla de Olmedo.
- Castillos y fortalezas del Reino. Noticias de su estado y de sus alcaides durante los siglos xv y xvi. Madrid, 1914. Hay una segunda edición (Madrid, 1978) con prólogo del Marqués de Lozoya.
- El monasterio de San Pablo de Valladolid. Noticias históricas y artísticas sacadas de varios documentos. Valladolid, 1897.
- Catálogo de la Colección de Documentos Inéditos para la Historia de España. Madrid. 1930. 2 vols.